# Iglesia del Sagrado Corazón (Levuka)
La Iglesia del Sagrado Corazón (en inglés: Sacred Heart Church) también conocida como la Iglesia Católica del Sagrado Corazón, es una iglesia católica en la isla de Ovalau, en Fiyi situada en la calle Beach de la ciudad de Levuka. La torre del reloj de la iglesia sirve como un faro para guiar a los barcos al puerto a través de un paso en el arrecife. La iglesia forma parte de la categoría de patrimonio concedido a Levuka por su inscripción como Patrimonio de la Humanidad por la UNESCO.
La iglesia fue construida en 1858 por los Padres Maristas como una parte del Presbiterio de la Misión del Sagrado Corazón, en Levuka, que fue la primera capital histórica de Fiyi durante el dominio colonial británico. P. Breheret sirvió como el primer sacerdote de la iglesia; la torre del reloj, que es independiente de la iglesia fue construida para conmemorar su unión a la iglesia. Se dice que es la "misión católica más antigua y mejor desarrollada en Fiyi". La iglesia se amplió en los años siguientes. La iglesia forma parte de la categoría de patrimonio concedido a Levuka por su inscripción como Patrimonio de la Humanidad por la UNESCO en el año 2013 según los criterios (culturales) (ii) y (iv).